# Ikarus 280T
Ikarus 280T — сочленённый высокопольный троллейбус особо большой вместимости, производившийся на базе автобуса Ikarus 280 венгерской фирмы Ikarus. Выпускался с 1975 по 1992 год.

## Описание
Внешне и внутренне Ikarus 280T практически ничем не отличается от своего автобусного собрата, однако ключевым преимуществом от автобуса является более тихий ход ввиду отсутствия двигателя внутреннего сгорания. Троллейбусы имели электрооборудование различных производителей, в том числе и советское электрооборудование троллейбусного завода ЗиУ, но чаще всего применялось собственное венгерское фирмы Ganz.

## История
Для улучшения транспортного обслуживания на загруженных маршрутах в 1975 году завод Ikarus приступил к производству троллейбуса на основе автобуса Ikarus 280, получившего в конце своего названия индекс «Т». Первый экземпляр был оснащён электрооборудованием идентичным советскому троллейбусу ЗиУ-5. До 1978 года Ikarus выпустил несколько опытно-промышленных партий Ikarus 280T, в общем количестве 77 штук. Каждая из партий отличалась комплектацией электрооборудования от разных производителей и применением разных силовых схем. Первыми Ikarus 280T получили венгерские города Сегед и Дебрецен. Четыре опытных экземпляра Ikarus 280T и различные его прототипы, ранее присутствовавшие на выставках, поступили в Сегед в конце 1970-х годов; вместе с ними город также получил партию из шести троллейбусов с электрооборудованием фирмы Obus. В Дебрецен изначально поступил только прототип Ikarus 280T, впоследствии в город была поставлена партия из четырёх троллейбусов с электрооборудованием фирмы Obus. Уже в начале 1976 года серийное производство троллейбусов Ikarus 280T было налажено благодаря сотрудничеству с московским заводом «Динамо» и энгельсским «Заводом имени Урицкого». Первые троллейбусы в модификации Ikarus 280.91 с электрооборудованием, идентичным троллейбусу ЗиУ-682Б, стали поставляться в Будапешт в начале марта 1976 года, наравне с экспортной модификацией ЗиУ-682УВ для городов Венгрии. С середины 1980-х троллейбусы Ikarus 280.91 стали заменяться на Ikarus 280.94, оснащённого электрооборудованием фирмы Ganz и тиристорно-импульсной системой управления взамен реостатно-контакторной.
Интерес к Ikarus 280T проявился и за рубежом: их прототипы испытывались в нескольких городах стран Западной Европы, в том числе во Франции, Австрии и Швейцарии. Один из троллейбусов проходил испытания в Мексике, а затем в некоторых городах США. Но больше всего к приобретению троллейбусов Ikarus 280T тяготели города Болгарии, Румынии и ГДР. Крупнейшим покупателем троллейбусов Ikarus 280T стала Болгария, в 1985—1989 годах крупная партия троллейбусов поступила в Софию, ещё четыре экземпляра поступили в город Враца. Параллельно ГДР заказала партию из 150 троллейбусов, последнюю из которых Ikarus поставил в немецкий город Зуль. Из-за событий 1989 года заказ для ГДР был выполнен лишь на треть, пять троллейбусов, предназначавшихся для Зуля, были переданы Веймару. В итоге троллейбусы Ikarus 280T эксплуатировались лишь в четырех городах Германии, последний из которых был списан в 2000 году. Часть троллейбусов бывшей ГДР была продана в эстонский Таллин и румынскую Тимишоара, где впоследствии проработали с пассажирами на маршрутах до середины 2000-х годов. В декабре 2016 года украинский город Белая Церковь с целью кратковременного обновления троллейбусного парка приобрёл четыре списанных будапештских троллейбуса модификации Ikarus 280.94. Один из приобретённых экземпляров при поступлении в парк сразу стал донором, остальные три — переданы в пассажирскую эксплуатацию.
Ikarus 280T производился также кустарным образом путём переоборудования бывших в употреблении автобусных кузовов в Польше, СССР и КНДР.

### КНДР
На Пхеньянской троллейбусной фабрике выпуск сочленённых троллейбусов по большей части осуществлялся путём обрезания двух кузовов автобуса Ikarus 260. Многие экземпляры в процессе производства также получили несколько иную лобовую часть и светотехнику. Данная модель получила обозначение Chollima 951, но при этом под точно таким же названием выпускался и одиночный вариант троллейбуса близкий к прототипу Ikarus 260T. По своему техническому оснащению Chollima 951 был близок к модели СВАРЗ-Икарус, но отличался крайне отвратительным качеством сборки и ухудшенной манёвренностью по причине отсутствия подруливающих тяг в заимствованной, в качестве прицепа, задней части кузова Ikarus 260. Кроме того, Chollima 951, как и ранние экземпляры Ikarus 280T, оснащался исключительно реостатно-контакторной системой управления, так как само по себе обслуживание тиристорно-импульсной системы управления в условиях экономической блокады является слишком затратным. В соседнем Саривоне троллейбусами Ikarus 280T стали два переоборудованных экземпляра автобуса Ikarus 280, модернизация которых осуществлена в условиях депо, но отличается от Chollima 951 сохранением задней подруливающей оси. 

### Польша
Интерес к производству троллейбусов в кузовах автобусов Ikarus проявило небольшое польское предприятие «Городская автобусная ремонтная компания» (пол. «Komunalne Przedsiębiorstwo Naprawy Autobusów», сокращённо «KPNA»), находившееся в деревне Влынкувко под городом Слупск. Первый экземпляр польской версии Ikarus 280T был создан в 1987 году на основе бывшего в употреблении автобуса Ikarus 280.26 1980 года выпуска. Ikarus 280T сборки KPNA поступил в город Слупск в начале 1988 года и проработал с пассажирами до 1993 года (троллейбусное движение в городе было закрыто в 1999 году). В серийное производство модель пошла под названием KPNA-Ikarus 280.26E, индекс «E» в названии модели обозначал «электрический» (пол. «elektryczny»). С 1989 по 1994 год KPNA по заказу Гдыни переоборудовала в троллейбусы 9 автобусов модификации Ikarus 280.26. Ещё три троллейбуса для Люблина KPNA выпустила под обозначением KPNA-Ikarus 280T 1991—1992 годах. В отличие от разрабатывавшегося параллельно в те годы модели СВАРЗ-Икарус, Ikarus 280T сборки KPNA оснащался собственной тиристорно-импульсной системой управления разработанной совместно со специалистами предприятия «Jelcz».
Последний экземпляр Ikarus 280T сборки KPNA был отставлен от работы с пассажирами в 2001 году.

### СССР и Россия
В СССР Ikarus 280T официально не поставлялся, но интерес к нему стал проявляться уже в начале 1980-х годов. На тот момент в большинстве городов Советского Союза эксплуатировались только одиночные машины, а в ряде крупных, например, в Ленинграде, Киеве, Горьком и Новосибирске, часть троллейбусов работала по СМЕ. Но такой способ работы отчасти затруднял эксплуатацию троллейбусных поездов на узких улицах с острым градусом кривых, тогда как шарнирно-сочленённый вариант машины был практически лишён этих недостатков. В июне 1986 года два экземпляра Ikarus 280T поступили на испытания в 6-й троллейбусный парк города Москвы, опытная эксплуатация с пассажирами обоих началась в октябре того же года. Вследствие запуска в серийное производство отечественного троллейбуса ЗиУ-683 и высокой стоимости из-за рубежа город отказался от неё. В октябре 1987 года первый экземпляр Ikarus 280T был возвращён в Венгрию, а второй остался работать с пассажирами в Москве до 1991 года. Практически сразу после начала регулярной эксплуатации модели ЗиУ-683 стали выявляться проблемы с работой тиристорно-импульсной системы управления, а потребность крупных городов в сочленённых троллейбусах лишь только усиливалась. Соломоновым решением этой проблемы стало производство в 1988—1992 годах аналогичной модели на заводе СВАРЗ, с использованием кузовов Ikarus 280.33 и Ikarus 280.64, некоторые из которых явились результатом переоборудования бывших в употреблении автобусов. В отличие от оригинальной модели, все троллейбусы СВАРЗ-Икарус комплектовались исключительно реостатно-контакторной системой управления. После распада СССР троллейбусы СВАРЗ-Икарус эксплуатировались в Вологде, Твери и Москве, а также в грузинском городе Рустави. В 1993 году 20 троллейбусов модификации Ikarus 280.93 прибыло в Челябинск, ранее работавших в немецких городах Веймар, Хойерсверда и Эберсвальде. Ещё 5 троллейбусов этой же модификации поступило из города Хойерсверда в 1995—1996 годах в столицу Эстонии город Таллин, где ранее также закрылось троллейбусное движение. В 1997 году в Филёвский автобусно-троллейбусный парк поступил один экземпляр модификации Ikarus 280.91D, оснащённого тяговым приводом производства московского завода «Динамо». Его эксплуатация с пассажирами продолжалась до марта 2008 года. Через 9 лет эксплуатация троллейбусов Ikarus 280T на постсоветском пространстве возобновилась в результате экспорта бывших в употреблении машин из Будапешта на Украину, в город Белая Церковь.

## Модификации
- Ikarus 280.T1 — прототип с электрооборудованием ЗиУ, бортовой номер 100
- Ikarus 280.T3 — с электрооборудованием BBC
- Ikarus 280.T4 — с электрооборудованием Obus-Kiepe
- Ikarus 280.T6 — с электрооборудованием Ganz
- Ikarus 280.T7 — с электрооборудованием Hitachi
- Ikarus 280.T8 — с электрооборудованием BKV-VKI
- Ikarus 280.T9.90 — с электрооборудованием ЗиУ
- Ikarus 280GAM — с асинхронным электрооборудованием Ganz. Модернизирован из Ikarus 280.T9.90
- Ikarus 280.91 — с электрооборудованием ЗиУ
- Ikarus 280.92 и Ikarus 280.92F — с электрооборудованием Ganz
- Ikarus 280.93 — с электрооборудованием Ganz
- Ikarus 280.94 — с электрооборудованием Ganz